# Nicole Walch
Nicole Walch (Stuart, 5 novembre 1993) è una pallavolista statunitense.
Gioca nel ruolo di schiacciatrice nello Sm'Aesch Pfeffingen.

## Carriera
La carriera di Nicole Walch inizia nei tornei scolastici statunitensi, giocando per la Martin County HS; al termine delle scuole superiori, entra a far parte della squadra di pallavolo femminile della Florida State, partecipando alla NCAA Division I dal 2012 al 2015; pur non ottenendo grandi risultati, riceve diversi riconoscimenti individuali.
Appena conclusa la carriera universitaria, firma il suo primo contratto professionistico in Porto Rico, disputando la Liga de Voleibol Superior Femenino 2016 con le Gigantes de Carolina. Nella stagione 2016-17 approda in Germania, partecipando alla 1. Bundesliga col Köpenicker; conclusi gli impegni col club tedesco, gioca nuovamente per le Gigantes de Carolina nella Liga de Voleibol Superior Femenino 2017. Nella stagione seguente gioca in Lega Nazionale A con lo Sm'Aesch Pfeffingen, venendo premiata come MVP della Supercoppa svizzera.

## Palmarès

### Premi individuali
- 2013 - NCAA Division I: Lexington Regional All-Tournament Team
- 2014 - All-America Second Team
- 2014 - NCAA Division I: Seattle Regional All-Tournament Team
- 2017 - Supercoppa svizzera: MVP